# Aglia caeca
Aglia caeca är en fjärilsart som beskrevs av Prack. 1950. Aglia caeca ingår i släktet Aglia och familjen påfågelsspinnare. Inga underarter finns listade i Catalogue of Life.